# درخت خورشیدی
درخت خورشیدی ترکیبی از کوشش‌های فناوری و هنری است که به عنوان یک نوع از هنرهای خورشیدی محسوب می‌شود. در طی چند سال گذشته، مخترعان برای پیش‌بینی روش‌های جدید استفاده از فواید فناوری سلول‌های خورشیدی کوشش‌های فراوانی کرده‌اند. این مفهوم نسبتاً جدید تلاشی در جهت ادغام تکنولوژی جدید، بیان جذابیت و استفاده از نیروی خورشیدی و زیبایی‌شناسی است. طراحی آن‌ها به صورت ارگانیک دارای هر دو جنبهٔ زیبایی بصری و اهداف عملکردی است. اگرچه موارد استفاده از درخت بسته به شرایط ممکن است متفاوت باشد، اما فرم کلی یک درخت ارگانیک در آن ثابت است.

## مقدمه
راس لاوگرو یک طراح صنعتی است که به خاطر طرح‌های ارگانیکش مشهور شد؛ و طرح‌های او برای نخستین بار توسط Artemide که یک تولیدکننده ایتالیایی در میلان است تولید شد. شرکت در تلاش برای گام نهادن در مسیری زیست‌محیطی‌تر، به فکر ترکیب و استفادهٔ نیروی خورشید در طراحی‌های معماری افتاد.
Artemide درخت خورشیدی را به عنوان پیوند موفق تکنولوژی پیشرفتهٔ روز و پاسخگویی به نیازهای زیبایی شناختی محیط شهری با کمک نیروهای تجدیدپذیر معرفی می‌کند.

## عملکرد
درخت خورشیدی دارای پانل‌هایی است که در طول روز باتری‌ها را شارژ می‌کند. درخت خورشیدی هنگام تاریکی هوا به صورت اتوماتیک روی چراغ‌های LED تنظیم می‌شود. این درخت دارای یک کنترل داخلی است که می‌تواند بسته به مقدار شارژ باقی‌مانده در باتری، میزان نور را تنظیم کند.
Artemide ادعا می‌کند که درخت خورشیدی می‌تواند مقدار نور لازم برای ۳ روز متوالی ابری را تولید کند.
راس لاوگرو اعتقاد دارد که درخت خورشیدی نشانگر این است که چگونه می‌توان با استفاده از تکنولوژی پیشرفته چیزهایی ساخت که دارای زیبایی هم باشند. او در سال ۲۰۰۷ جایزه‌ای را برای کار روی درخت خورشیدی دریافت کرد.

## اساس درخت خورشیدی
Rein Triefeldt یک هنرمند محیط‌شناس است که شروع به ساخت درخت‌های خورشیدی کرده‌است. او یکی از بنیان‌گذاران و رئیس فعلی انجمن درخت خورشیدی است که از سال ۲۰۰۸ شروع به کار کرده‌است. این انجمن برنامه‌هایی را برای مدارس ابتدایی طراحی کرده تا به دانش آموزان، پروسهٔ ساخت درخت خورشیدی به منظور آموزش گسترده به مخاطبان را نشان دهد.

## درخت توت فرنگی
درخت توت فرنگی به وسیلهٔ کارخانه‌ای صرب به نام «انرژی توت فرنگی» (strawberry energy) اختراع شد. این درخت یک نوع از درخت خورشیدی است که به‌طور خاص فقط برای شارژ گوشی‌های تلفن همراه طراحی شده‌است. این شرکت موفق به کسب جایزه در رقابت «هفتهٔ انرژی پایدار» (Sustainable Energy Week) در سال ۲۰۱۱ شد.

## درخت خورشیدی در ایران
«درخت هوشمند شهری انرژی‌زا» با ترکیب هنر، انرژی‌های سبز و فناوری از سال ۱۳۸۵ هجری شمسی تحقیقات آن با نوآوری و خلاقیت در بهره‌برداری از سیستم‌های تجدیدپذیر آغاز شد و از سال ۱۳۹۰ توسط محمدرضا شاهبداغی، مخترع ایرانی این محصول، به اداره ثبت اختراعات ارائه شد و بعنوان اولین محصول در ایران به شماره ۷۵۲۴۵ به ثبت اختراع رسیده‌است و موفق به اخذ تائیدیه‌های علمی و فنی گردیده‌است.
درخت هوشمند خورشیدی با تولید و تأمین انرژی‌های سبز، برای زیباسازی و ارتقاء هرچه بیشتر امکانات جامعه و بعنوان نمادی از شهر هوشمند و با الهام از طبیعت، طراحی و ساخته شده‌است و علاوه بر ایجاد روشنائی رایگان و نامحدود در محوطه اطراف در شب هنگام، برای شارژ انواع مختلف تلفن‌های همراه، دوربین‌های عکاسی و فیلمبرداری، لپ‌تاپ و… کاربرد دارد.
دارا بودن نرم‌افزار جامع و اختصاصی، مجهز بودن به نمایشگر 7segment ,LED و LCD، مجهز بودن به نمایشگرهای دما و رطوبت، دارا بودن سیستم‌های کنترلی و ابزار دقیق، مجهز بودن به اینترنت پرسرعت بی‌سیم (Wifi) برای ارائه به شهروندان، قابلیت پخش موسیقی ملایم، رادیو یا موزیک، امکان معطر سازی و ویتامینه کردن محیط اطراف، مجهز بودن به سیستم هوشمند محافظ باتری، امکان پخش اذان در وقت اذان با توجه به لوکیشن و مجهز بودن به کلیه امکانات استاندارد نرم‌افزاری و سخت‌افزاری جهت ارائه خدمات هوشمند شهری به کاربران بخشی از امکانات و قابلیت‌های این درخت هوشمند در ایران است.
شناسائی و حذف آلایندگی‌های محیطی و تصفیه هوا از دیگر امکانات درخت هوشمند خورشیدی در ایران است.
تفاوت زیادی میان درخت خورشیدی که طرح ارگانیک دارد و درخت خورشیدی که برای تولید مقدار زیادی انرژی کارآمد تولید می‌شود وجود دارد. شرکت‌هایی مانند جنرال الکتریک پانل‌های خورشیدی را برای جمع‌آوری انرژی خورشیدی و محافظت وسایل نقلیه از تخریب‌های نور خورشید در پارکینگ نصب کرد. این دستگاه‌های خورشیدی محافظ خودرو هیچ زیبایی‌شناسی ارگانیکی به کار نرفته و از این جنبه با درخت خورشیدی تفاوت دارد.